# Kindersley
Kindersley è un comune del Canada, situato nella provincia del Saskatchewan, nella divisione No. 13.